# 1-Nonakozanol
Az 1-nonakozanol szerves vegyület, 29 szénatomos zsíralkohol.

## Fordítás
Ez a szócikk részben vagy egészben  a(z)   1-Nonacosanol című angol Wikipédia-szócikk ezen változatának fordításán alapul.  Az eredeti cikk szerkesztőit annak laptörténete sorolja fel. Ez a jelzés csupán a megfogalmazás eredetét és a szerzői jogokat jelzi, nem szolgál a cikkben szereplő információk forrásmegjelöléseként.